# Pterobrycon
Genre
Pterobrycon est un genre de poissons téléostéens de la famille des Characidae et de l'ordre des Characiformes.

## Liste d'espèces
Selon FishBase (13 juin 2015):
- Pterobrycon landoni Eigenmann, 1913
- Pterobrycon myrnae Bussing, 1974